# Philippe Limousin
Philippe Limousin (né le 27 mai 1948) est un cavalier français de dressage et écuyer du Cadre noir de Saumur.

## Biographie
Philippe Limousin est né le 27 mai 1948 à Amiens dans la Somme.
Il commence l'équitation à 12 ans.
En 1973, il rentre au Cadre Noir en tant qu'écuyer.
Il est nommé maître Écuyer le 28 octobre 1991.
Il est le fondateur du pôle France de para-dressage à l’Ecole nationale d’équitation de Saumur.
Il est également entraineur des équipes de France de Dressage équipe JO CCE
En 2015, il quitte le Cadre Noir, ayant atteint la limite d'âge, mais poursuit sa carrière en compétition ainsi que dans l'enseignement,.

## Palmarès
- 1985 : 3e du Championnat de France de dressage avec Iris de la Fosse[1]
- 1986 : Champion de France de dressage avec Iris de la Fosse[1]
- 1988 : 8e par équipe aux Jeux olympiques de Séoul avec Priboy 3[1]
- 1988 : 3e du Championnat de France de dressage avec Iris de la Fosse[1]
- 1989 : Vice-champion de France de dressage avec Iris de la Fosse[1]
- 2002 : 5e du Championnat de France de dressage avec Joeris[1]
- 2005 : 4e du Championnat de France de dressage avec Joeris[1]